# Bénifontaine
 Bénifontaine  es una población y comuna francesa, situada en la región de Norte-Paso de Calais, departamento de Paso de Calais, en el distrito de Lens y cantón de Wingles.

## Demografía
| 258 | 275 | 289 | 295 | 303 | 275 |
| Para los censos de 1962 a 1999 la población legal corresponde a la población sin duplicidades (Fuente: INSEE [Consultar]) |     |     |     |     |     |